# Associazione Sportiva Cittadella 2012-2013
Questa voce raccoglie le informazioni riguardanti l'Associazione Sportiva Cittadella nelle competizioni ufficiali della stagione 2012-2013.

## Stagione
Nella stagione 2012-2013 il Cittadella ha disputato il settimo campionato di Serie B della sua storia. Sempre diretto da Claudio Foscarini disputa un buon girone di andata, nel quale raccoglie 29 punti, fieno in cascina per il girone di ritorno, meno redditizio, con soli 21 punti raccolti, ma nel computo generale i 50 punti sono valsi una tranquilla salvezza, anche perché i Play-out non si sono disputati, essendoci sei punti di distacco dal Vicenza quart'ultimo con 42 punti, ed il Lanciano quint'ultimo con 48 punti. Sono scese di categoria Grosseto, Pro Vercelli, Ascoli e Vicenza. Con 7 reti a testa Antonio Di Nardo e Nunzio Di Roberto sono stati i migliori marcatori in campionato del Cittadella. Nella Coppa Italia la squadra granata supera nel secondo turno (2-0) la Carrarese, nel terzo turno ha superato (1-0) la Ternana, mentre nel quarto turno lascia la Coppa, sconfitta (3-1) a Catania dopo i tempi supplementari.

## Divise e sponsor
Il fornitore ufficiale di materiale tecnico per la stagione 2012-2013 è stato Garman, mentre lo sponsor di maglia è stato Siderurgica Gabrielli.
| 1ª divisa | 2ª divisa | 3ª divisa |

## Organigramma societario
Area direttiva
- Presidente: Andrea Gabrielli
- Vice Presidente: Giancarlo Pavin
- Amministratore delegato: Mauro Michelini
- Direttore generale: Stefano Marchetti

Area sicurezza
- Responsabile impianti sportivi: Remo Poggiana
- Responsabile impianti tecnici: Silvio Bizzotto
- Responsabile sicurezza: Alessandro Bressa
- Responsabile videosorveglianza: Andrea De Rossi e Rudy Borin

Area organizzativa
- Segretario generale: Claudio Cappelletti
- Amministrazione: Maurizio Tonin e Daniele Ceccato
- Responsabile biglietteria: Gianfranco Cavallari
- Addetto al campo: Mariano Campagnaro e Angelo Sgarbossa

Area comunicazione e marketing
- Responsabile marketing: Federico Cerantola
- Addetto Stampa: Stefano Albertin

Area tecnica
- Allenatore: Claudio Foscarini
- Vice Allenatore: Giulio Giacomin
- Preparatore dei portieri: Piero Gennari
- Preparatore atletico: Andrea Redigolo
- Massaggiatore: Giovanni Pivato e Dino Saranzo
- Dirigente accompagnatore: Lino Pierobon e Giuseppe Silvestri
- Magazziniere: Severino Civiero e Antonio Sgarbossa

Settore giovanile
- Responsabile: Lucio Fasolato
- Segretario: Alberto Toso
- Allenatore primavera: Andrea Pagan

Area sanitaria
- Responsabile sanitario: Ilario Candido
- Medico Sociale: Roberto Bordin

## Rosa
| N. |                    | Ruolo | Calciatore               |
| -- | ------------------ | ----- | ------------------------ |
| 1  | Italia (bandiera)  | P     | Andrea Pierobon          |
| 2  | Italia (bandiera)  | D     | Ferdinando Vitofrancesco |
| 3  | Italia (bandiera)  | D     | Andrea De Vito           |
| 4  | Italia (bandiera)  | D     | Cristiano Biraghi        |
| 5  | Italia (bandiera)  | D     | Michele Pellizzer        |
| 6  | Senegal (bandiera) | D     | Mohamed Coly             |
| 7  | Italia (bandiera)  | C     | Nunzio Di Roberto        |
| 8  | Italia (bandiera)  | C     | Oscar Branzani           |
| 8  | Italia (bandiera)  | D     | Simone Pecorini          |
| 9  | Italia (bandiera)  | A     | Samuel Di Carmine        |
| 10 | Italia (bandiera)  | C     | Tommaso Bellazzini       |
| 11 | Francia (bandiera) | A     | Robert Maah              |
| 11 | Italia (bandiera)  | C     | Mattia Minesso           |
| 12 | Italia (bandiera)  | P     | Stefano Maggiotto        |
| 13 | Italia (bandiera)  | A     | Antonio Di Nardo         |

| N. |                    | Ruolo | Calciatore             |
| -- | ------------------ | ----- | ---------------------- |
| 14 | Italia (bandiera)  | D     | Luca Martinelli        |
| 14 | Italia (bandiera)  | A     | Nicolao Dumitru        |
| 15 | Italia (bandiera)  | D     | Simone Ciancio         |
| 16 | Italia (bandiera)  | C     | Daniele Baselli        |
| 17 | Italia (bandiera)  | D     | Edoardo Gorini         |
| 18 | Italia (bandiera)  | C     | Eros Schiavon          |
| 19 | Uruguay (bandiera) | D     | Cristian Sosa          |
| 20 | Italia (bandiera)  | A     | Riccardo Martignago    |
| 21 | Italia (bandiera)  | A     | Raffaele Perna         |
| 22 | Italia (bandiera)  | P     | Alex Cordaz            |
| 23 | Italia (bandiera)  | C     | Andrea Paolucci        |
| 24 | Italia (bandiera)  | C     | Massimiliano Busellato |
| 26 | Italia (bandiera)  | D     | Daniele Gasparetto     |
| 27 | Italia (bandiera)  | A     | Niccolò Giannetti      |

## Risultati

### Serie B

#### Girone di andata
| Arbitro: | Manganiello (Pinerolo) |

|                           |           |                       |
| Ceppitelli 10’ Caputo 62’ | Marcatori | 46’ (aut.) dos Santos |

| Arbitro: | Roca (Foggia) |

|                            |           |             |
| Ciancio 16’ Di Roberto 34’ | Marcatori | 58’ Curiale |

| Arbitro: | La Penna (Roma) |

|                                        |           |                |
| Torromino 77’ Calil 80’ Gabionetta 90’ | Marcatori | 30’ Di Carmine |

| Arbitro: | Abbattista (Molfetta) |

|                |           |  |
| Di Carmine 75’ | Marcatori |  |

| Arbitro: | Mariani (Aprilia) |

|             |           |  |
| Đoković 82’ | Marcatori |  |

| Arbitro: | Cervellera (Taranto) |

|                                  |           |                                |
| Dionisi 18’ (rig.) Siligardi 53’ | Marcatori | 78’ (rig.) Di Roberto 79’ Sosa |

| Arbitro: | Di Paolo (Avezzano) |

|                                        |           |  |
| Coly 37’ Di Roberto 49’ Di Carmine 64’ | Marcatori |  |

| Arbitro: | Borriello (Mantova) |

|                          |           |                |
| Nolè 12’ Vitale 19’, 76’ | Marcatori | 27’ Di Roberto |

| Arbitro: | Fabbri (Ravenna) |

|  |           |                                         |
|  | Marcatori | 13’, 58’ Ardemagni 41’ (aut.) Pellizzer |

| Arbitro: | Pairetto (Nichelino) |

|                |           |  |
| Di Carmine 17’ | Marcatori |  |

| Arbitro: | Abbattista (Molfetta) |

|  |           |                                          |
|  | Marcatori | 40’, 64’ Giannetti 59’ (rig.) Di Roberto |

| Arbitro: | La Penna (Roma) |

|                       |           |             |
| Di Roberto 27’ (rig.) | Marcatori | 81’ Salamon |

| Arbitro: | Merchiori (Ferrara) |

|  |           |               |
|  | Marcatori | 38’ Giannetti |

| Arbitro: | Giancola (Vasto) |

|                              |           |                         |
| Giannetti 46’ Gasparetto 63’ | Marcatori | 44’ Malonga 87’ Gentili |

| Arbitro: | Pinzani (Empoli) |

|                             |           |               |
| Cutolo 4’ Raimondi 89’, 90’ | Marcatori | 52’ Giannetti |

| Arbitro: | Palazzino (Ciampino) |

|                       |           |           |
| Schiavon 47’ Maah 74’ | Marcatori | 29’ Laner |

| Arbitro: | Nasca (Bari) |

|             |           |                   |
| Caserta 20’ | Marcatori | 4’ (aut.) Seculin |

| Arbitro: | Di Paolo (Avezzano) |

|  |           |         |
|  | Marcatori | 57’ Rea |

| Arbitro: | Roca (Foggia) |

|  |           |              |
|  | Marcatori | 90’ Schiavon |

| Cittadella 23 dicembre 2012, ore 15:00 CET 20ª giornata | Cittadella           | 0 – 0 referto | Empoli | Stadio Piercesare Tombolato\| Arbitro: \| Pairetto (Nichelino) \| |
| Arbitro:                                                | Pairetto (Nichelino) |               |        |                                                                   |

| Arbitro: | Mariani (Aprilia) |

|                                                     |           |              |
| Soncin 22’ (rig.) Zaza 59’ Morosini 75’ Scalise 90’ | Marcatori | 44’ Schiavon |

#### Girone di ritorno
| Arbitro: | Pasqua (Tivoli) |

|          |           |             |
| Maah 13’ | Marcatori | 54’ Bellomo |

| Arbitro: | Merchiori (Ferrara) |

|                                              |           |                |
| Padella 40’ Piovaccari 56’ Lupoli 78’ (rig.) | Marcatori | 32’ Di Roberto |

| Arbitro: | Fabbri (Ravenna) |

|                       |           |                        |
| Schiavon 60’ Coly 90’ | Marcatori | 13’ Eramo 25’ Crisetig |

| Arbitro: | Castrignanò (Roma) |

|                                  |           |                              |
| Vastola 6’ Volpe 14’ Piccolo 38’ | Marcatori | 8’ Minesso 51’ (aut.) Almici |

| Arbitro: | Pairetto (Nichelino) |

|          |           |             |
| Coly 57’ | Marcatori | 15’ Đoković |

| Arbitro: | Velotto (Grosseto) |

|  |           |                                 |
|  | Marcatori | 21’ Paulinho 37’ (rig.) Dionisi |

| Vercelli 26 febbraio 2013, ore 15:00 CET 28ª giornata | Pro Vercelli     | 0 – 0 referto | Cittadella | Stadio Silvio Piola\| Arbitro: \| Giancola (Vasto) \| |
| Arbitro:                                              | Giancola (Vasto) |               |            |                                                       |

| Arbitro: | Manganiello (Pinerolo) |

|             |           |  |
| Minesso 12’ | Marcatori |  |

| Arbitro: | Di Paolo (Avezzano) |

|                                       |           |                                      |
| Ardemagni 5’ Mazzarani 65’ Pagano 75’ | Marcatori | 70’ Gasparetto 72’ Di Nardo 80’ Sosa |

| Arbitro: | La Penna (Roma) |

|                   |           |  |
| Boakye 69’ (rig.) | Marcatori |  |

| Cittadella 19 marzo 2013, ore 20:45 CET 32ª giornata | Cittadella          | 0 – 0 referto | Spezia | Stadio Piercesare Tombolato\| Arbitro: \| Borriello (Mantova) \| |
| Arbitro:                                             | Borriello (Mantova) |               |        |                                                                  |

| Arbitro: | Castrignanò (Roma) |

|                                 |           |                   |
| Gasparetto 37’ (aut.) Picci 89’ | Marcatori | 47’, 90’ Di Nardo |

| Arbitro: | Abbattista (Molfetta) |

|                            |           |                                                                                    |
| Schiavon 6’ Di Carmine 83’ | Marcatori | 33’ (rig.), 48’ Buzzegoli 37’ Lepiller 81’ Bruno Fernandes 85’ Rubino 88’ González |

| Arbitro: | Pinzani (Empoli) |

|             |           |                          |
| Malonga 62’ | Marcatori | 41’, 64’ (rig.) Di Nardo |

| Arbitro: | Tommasi (Bassano del Grappa) |

|                                               |           |                                         |
| Di Nardo 17’ Gallozzi 32’ (aut.) Schiavon 49’ | Marcatori | 23’ Cutolo 46’ Bonazzoli 59’ Zé Eduardo |

| Verona 16 aprile 2013, ore 20:45 CEST 37ª giornata | Verona        | 0 – 0 referto | Cittadella | Stadio Marcantonio Bentegodi\| Arbitro: \| Roca (Foggia) \| |
| Arbitro:                                           | Roca (Foggia) |               |            |                                                             |

| Arbitro: | Candussio (Cervignano del Friuli) |

|                |           |  |
| Di Carmine 47’ | Marcatori |  |

| Arbitro: | Merchiori (Ferrara) |

|                     |           |  |
| Koné 32’ Ebagua 90’ | Marcatori |  |

| Arbitro: | Nasca (Bari) |

|             |           |                             |
| Di Nardo 8’ | Marcatori | 75’ Gerardi 90’ Campagnacci |

| Arbitro: | Mariani (Aprilia) |

|           |           |  |
| Croce 57’ | Marcatori |  |

| Arbitro: | Irrati (Pistoia) |

|             |           |  |
| Baselli 90’ | Marcatori |  |

### Coppa Italia

#### Secondo turno
| Arbitro: | Ostinelli (Como) |

|                               |           |  |
| Di Carmine 54’ Di Roberto 85’ | Marcatori |  |

#### Terzo turno
| Arbitro: | Giacomelli (Trieste) |

|                |           |  |
| Di Roberto 90’ | Marcatori |  |

#### Quarto turno
| Arbitro: | Merchiori (Ferrara) |

|                              |           |              |
| Bergessio 88’, 102’ Lodi 96’ | Marcatori | 41’ Paolucci |

## Statistiche

### Statistiche di squadra
| Competizione | Punti | In casa | In casa | In casa | In casa | In casa | In casa | In trasferta | In trasferta | In trasferta | In trasferta | In trasferta | In trasferta | Totale | Totale | Totale | Totale | Totale | Totale | DR  |
| Competizione | Punti | G       | V       | N       | P       | Gf      | Gs      | G            | V            | N            | P            | Gf           | Gs           | G      | V      | N      | P      | Gf     | Gs     | DR  |
| ------------ | ----- | ------- | ------- | ------- | ------- | ------- | ------- | ------------ | ------------ | ------------ | ------------ | ------------ | ------------ | ------ | ------ | ------ | ------ | ------ | ------ | --- |
| Serie B      | 50    | 21      | 8       | 8       | 5       | 25      | 26      | 21           | 4            | 6            | 11           | 23           | 35           | 42     | 12     | 14     | 16     | 48     | 61     | -13 |
| Coppa Italia |       | 2       | 2       | 0       | 0       | 3       | 0       | 1            | 0            | 0            | 1            | 1            | 3            | 1      | 2      | 0      | 1      | 4      | 3      | +1  |
| Totale       | -     | 23      | 10      | 8       | 5       | 28      | 26      | 22           | 4            | 6            | 12           | 33           | 41           | 45     | 14     | 14     | 17     | 52     | 64     | -12 |

### Statistiche dei giocatori[6]
| Giocatore        | Serie B  | Serie B | Serie B     | Serie B    | Coppa Italia | Coppa Italia | Coppa Italia | Coppa Italia | Totale   | Totale | Totale      | Totale     |
| Giocatore        | Presenze | Reti    | Ammonizioni | Espulsioni | Presenze     | Reti         | Ammonizioni  | Espulsioni   | Presenze | Reti   | Ammonizioni | Espulsioni |
| ---------------- | -------- | ------- | ----------- | ---------- | ------------ | ------------ | ------------ | ------------ | -------- | ------ | ----------- | ---------- |
| D. Baselli       | 37       | 1       | 4           | 0          | 2            | 0            | 0            | 0            | 39       | 1      | 4           | 0          |
| T. Bellazzini    | 8        | 0       | 0           | 0          | 3            | 0            | 0            | 0            | 11       | 0      | 0           | 0          |
| C. Biraghi       | 33       | 0       | 10          | 0          | 3            | 0            | 0            | 0            | 36       | 0      | 10          | 0          |
| M. Busellato     | 27       | 0       | 9           | 0          | 1            | 0            | 2            | 1            | 28       | 0      | 11          | 1          |
| S. Ciancio       | 30       | 1       | 3           | 0          | 3            | 0            | 0            | 0            | 33       | 1      | 3           | 0          |
| M.A. Coly        | 26       | 3       | 3           | 1          | 3            | 0            | 1            | 0            | 29       | 3      | 4           | 1          |
| A. Cordaz        | 40       | -51     | 2           | 1          | 2            | 0            | 0            | 0            | 42       | -51    | 2           | 1          |
| A. De Vito       | 12       | 0       | 4           | 0          | 2            | 0            | 2            | 1            | 14       | 0      | 6           | 1          |
| S. Di Carmine    | 37       | 6       | 8           | 1          | 2            | 1            | 0            | 0            | 39       | 7      | 8           | 1          |
| A. Di Nardo      | 20       | 7       | 2           | 0          | -            | -            | -            | -            | 20       | 7      | 2           | 0          |
| N. Di Roberto    | 41       | 7       | 3           | 0          | 2            | 2            | 0            | 0            | 43       | 9      | 3           | 0          |
| N. Dumitru       | 5        | 0       | 1           | 0          | -            | -            | -            | -            | 5        | 0      | 1           | 0          |
| D. Gasparetto    | 22       | 2       | 1           | 0          | 1            | 0            | 0            | 0            | 23       | 2      | 1           | 0          |
| N. Giannetti     | 21       | 5       | 3           | 0          | -            | -            | -            | -            | 21       | 5      | 3           | 0          |
| E. Gorini        | 1        | 0       | 0           | 0          | 1            | 0            | 0            | 0            | 2        | 0      | 0           | 0          |
| R. Maah          | 15       | 2       | 2           | 0          | 3            | 0            | 0            | 0            | 18       | 2      | 2           | 0          |
| R. Martignago    | 8        | 0       | 1           | 0          | -            | -            | -            | -            | 8        | 0      | 1           | 0          |
| L. Martinelli    | 11       | 0       | 0           | 1          | -            | -            | -            | -            | 11       | 0      | 0           | 1          |
| M. Minesso       | 14       | 2       | 1           | 0          | -            | -            | -            | -            | 14       | 2      | 1           | 0          |
| A. Paolucci      | 32       | 0       | 10          | 2          | 1            | 1            | 0            | 0            | 33       | 1      | 10          | 2          |
| M. Pellizzer     | 37       | 0       | 13          | 1          | 2            | 0            | 0            | 0            | 39       | 0      | 13          | 1          |
| R. Perna         | 5        | 0       | 0           | 0          | 2            | 0            | 0            | 0            | 7        | 0      | 0           | 0          |
| A. Pierobon      | 3        | -7      | 0           | 0          | 1            | -3           | 0            | 0            | 4        | -10    | 0           | 0          |
| E. Schiavon      | 35       | 6       | 10          | 0          | 3            | 0            | 0            | 0            | 38       | 6      | 10          | 0          |
| C. Sosa          | 36       | 2       | 6           | 0          | 2            | 0            | 1            | 0            | 38       | 2      | 7           | 0          |
| F. Vitofrancesco | 33       | 0       | 1           | 0          | 2            | 0            | 0            | 0            | 35       | 0      | 1           | 0          |